# Egy csodálatos elme
Az Egy csodálatos elme (A Beautiful Mind) 2001-ben bemutatott amerikai filmdráma Ron Howard rendezésében. A film a Nobel-díjas John Forbes Nash amerikai matematikus életét mutatja be (habár történetileg nem hitelesen), akit Russell Crowe alakít. Az alkotás 2002-ben 4 Oscart (köztük a legjobb film) és 4 Golden Globe-ot kapott.

## Történet
A sztori ott kezdődik, hogy a főszereplő megérkezik a Princetoni Egyetemre, hogy matematikát tanuljon. Nash nem éppen társasági ember és még az órákra sem jár be. Mégis épp egy kocsmában jön rá élete felfedezésére, mely megdönti a már 150 éve elfogadott Adam Smith-féle játékelméletet. Innentől a karrierje felfelé száguld. Ösztöndíjat nyer az egyik legrangosabb egyetemre, s még tanári állást is kap. De ő nem elégedett, ugyanis az akkortájt zajló hidegháborúban ő is részt akar venni. Vágyai valóra válnak, mikor a titokzatos William Parcher ellenséges kódok feltörésére alkalmazza. Eközben megismerkedik Aliciával, aki eddig egy számára ismeretlen fogalommal ismerteti meg: a szerelemmel. A szívszorító drámában egy valós személy küzdelmeit ismerhetjük meg a betegséggel, emberekkel és saját magával.

## Szereplők
| Szerep               | Színész             | Magyar hang           |
| -------------------- | ------------------- | --------------------- |
| John Forbes Nash, Jr | Russell Crowe       | Rátóti Zoltán         |
| Alicia Nash          | Jennifer Connelly   | Radó Denise           |
| William Parcher      | Ed Harris           | Rosta Sándor          |
| Charles Herman       | Paul Bettany        | Kaszás Attila         |
| Sol                  | Adam Goldberg       | Bede-Fazekas Szabolcs |
| Helinger professzor  | Judd Hirsch         | Versényi László       |
| Hansen               | Josh Lucas          | Kautzky Armand        |
| Bender               | Anthony Rapp        | Lux Ádám              |
| Dr. Rosen            | Christopher Plummer | Rajhona Ádám          |
| Marcee               | Vivien Cardone      |                       |
| Ainsley              | Jason Gray-Stanford | Stohl András          |
| Thomas King          | Austin Pendleton    | Makay Sándor          |
| Tábornok             | Jesse Doran         | Áron László           |
| Elemző               | Kent Cassella       | Katona Zoltán         |

## Fontosabb díjak és jelölések
BAFTA-díj (2002)
- díj: legjobb férfi főszereplő: Russell Crowe
- díj: legjobb női mellékszereplő: Jennifer Connelly
- jelölés: legjobb rendező: Ron Howard
- jelölés: legjobb film: Brian Grazer, Ron Howard
- jelölés: legjobb adaptált forgatókönyv: Akiva Goldsman

Golden Globe-díj (2002)
- díj: legjobb film – drámai kategória
- díj: legjobb női alakítás: Jennifer Connelly
- díj: legjobb férfi alakítás: Russell Crowe
- díj: legjobb forgatókönyv: Akiva Goldsman
- jelölés: legjobb rendező: Ron Howard
- jelölés: legjobb filmzene: James Horner

Oscar-díj (2002)
- díj: legjobb film: Brian Grazer, Ron Howard
- díj: legjobb rendező: Ron Howard
- díj: legjobb női mellékszereplő: Jennifer Connelly
- díj: legjobb adaptált forgatókönyv: Akiva Goldsman
- jelölés: legjobb férfi főszereplő: Russell Crowe
- jelölés: legjobb vágás: Mike Hill, Daniel P. Hanley